# 黎暹
黎暹（15世紀—16世紀），字景升，廣東廣州府順德縣鷺洲人，明朝政治人物。

## 生平
黎暹是成化元年（1465年）乙酉科廣東鄉試舉人，入國子監讀書，得祭酒丘濬稱讚，畢業後授金華同知，地方撰述均出自其手，後因偶然仆倒一碑被人所人怨，因此即時罷歸，在羅江書院吟嘯其中，遠近人們都找他寫文，弘治十年（1497年）曾撰寫邑志，有人拿出肥沃土地百畝讓他為自己的生壙壙誌潤筆，他完成後竟將地券歸還，到老年他則自行寫下墓誌，著有《草庭稾》。

## 引用
1. 1 2  咸豐《順德縣志·卷二十三·列傳三》：黎暹，鷺洲人……暹字景升，穎博能文，成化乙酉領鄉薦，卒業胄監，為祭酒邱文莊所稱，授金華府同知，一時撰述多出其手，偶仆一碑為人怨即罷歸，搆羅江書院吟嘯其中，遠近求文者無虛日，弘治丁巳嘗撰邑志，薦紳皆以為莫及，有求誌其生壙者，以腴田百畝為潤筆，誌成竟返其券，垂老畫像書院，而預為文自誌其墓，其曠達如此，著有《草庭稾》。……黃通志、阮通志、張府志、姚志